# Resolution 66 des UN-Sicherheitsrates
Die Resolution 66 des UN-Sicherheitsrates ist eine Resolution, die der Sicherheitsrat der Vereinten Nationen am 29. Dezember 1948 beschloss.

## Inhalt
Sie forderte als Reaktion auf einen Bericht des amtierenden Vermittlers über die Feindseligkeiten, die am 22. Dezember in Südpalästina trotz der Aufrufe der UNO zu einem Waffenstillstand ausbrachen, die sofortige Umsetzung der Resolution 61 des Sicherheitsrates. Die Resolution weist den amtierenden Vermittler an, die vollständige Überwachung des Waffenstillstands durch die UN-Beobachter zu erleichtern. Die Resolution weist den in der Resolution 61 eingesetzten Ausschuss ferner an, am 7. Januar in Lake Success, New York, zusammenzutreten, um die Lage in Südpalästina zu prüfen und dem Rat darüber Bericht zu erstatten, inwieweit die Regierungen die Resolutionen 61 und 62 des UNO-Sicherheitsrates eingehalten oder nicht eingehalten haben. Die Resolution forderte auch Kuba und Norwegen auf, die beiden ausscheidenden Ausschussmitglieder (Belgien und Kolumbien) am 1. Januar zu ersetzen.

## Abstimmung
Die Resolution wurde mit acht Stimmen ohne Gegenstimmen angenommen; die Ukrainische Sozialistische Sowjetrepublik, die Vereinigten Staaten und die Sowjetunion enthielten sich der Stimme.